# Искандерова, Халима Шакировна
Халима Шакировна Искандерова (тат. Хәлимә Шакир кызы Искәндәрова; род. 19 мая 1940, Ташкент, Ташкентская область, Узбекская ССР, СССР) — советская и российская актриса театра и кино. Народный артист Республики Татарстан.
С 1963 года является одной из ведущих актрис Татарского академического театра имени Камала (Казань).

## Биография
Халима Искандерова родилась в Ташкенте в 1940 году. Детство и школьные годы прошли в городе Фрунзе. Отец Шакир Искандеров был призван на фронт в 1941 году, в 1942 погиб на территории Смоленской области. Начиная со школы, принимала участие в художественной самодеятельности.
После окончания школы уехала в Москву, где поступила в ГИТИС. До переезда в Казань и начала работы в Татарском государственном академическом театре имени Г. Камала работала в Тульском областном театре. С 1963 года Искандерова — одна из ведущих актрис Татарского академического театра имени Галиаскара Камала. В своём амплуа яркой характерной актрисы является продолжателем традиции Фатыймы Ильской (1902—1984), стала жить в бывшей квартире Ильской.
Фильм с участием Искандеровой «Бибинур» (реж. Фетинг) является лауреатом международных фестивалей и конкурсов. Занимается озвучиванием фильмов на татарский язык.

## Семья
- Муж - Николай Носов (02 апреля 1936) 
  - Дети - сын Игорь (род. 20.04.1978)

## Роли в театре (выборочно)
- «Миркай и Айсылу» Н. Исанбет — Магри
- «Будить сердца людей» — завтруппой
- «Я — Мать» М. Карим — моноспектакль
- «Взлёт ласточки» А. К. Вахитов — Диляра
- «Чти отца своего» В. В. Лаврентьев — Ирина
- «Рождество в доме Купьелло» Эдуардо Де Филиппо — Нинучча
- «Последняя жертва» А. Н. Островский — Ирина
- «Женитьба Фигаро» П. Бомарше — Розина
- «Дурочка» Лопе де Вега — Ниса
- «То ли вернёмся…» А. Гилязов — Лариса
- «Бабьи сплетни» К. Гольдони — Элеонора
- «Лето в городе» Анар Рзаев — Рухсара
- «Колыбельная» Т. Минуллин — Айзара Ахатовна
- «Бесприданница» А. Н. Островский — Харита Игнатьевна Огудалова
- «Голубая шаль» К. Тинчурин — Старшая жена
- «Светит, да не греет» А. Н. Островский — Авдотья Васильевна
- «Хужа Насретдин» Н. Исанбет — Сахиля
- «Беглецы» Н. Исанбет — Майшакар
- «Гульджамал» Н. Исанбет — Хозяйка
- «Мещане» М. Горький — Акулина

## Роли в кино и на ТВ (выборочно)
- 2018 — «Меня ждут дома» — Жена гробовщика (post-production)
- 2016 — «Любовь до гроба» — Мирхайдарова (главная роль)
- 2015 — «Белые цветы»[тат.] («Ак Чэчэклэр») — Мадина
- 2014 — «Девушка средних лет» (ТВ мини-сериал) — Баба Ксюша
- 2014 — «Bolgar — UNESCO Heritage» Promotional video — мать Эмира Болгарского ханства
- 2013 — «Сокровища О.К.» («Сокровища озера Кабан») — хранительница музея
- 2012 — «Небесные врата» («Күк капкасы»)
- 2011 — «Золотая суббота» — женщина из Ометьево
- 2011 — «Бибинур — фильм о фильме» (документальный)
- 2010 — «Бибинур» — тётушка Замира
- 2010 — «Татнефть — любовь моя»
- 2010 — «Мадина. Испытания любви»
- 2009 — «Бичаракай» (ТВ)
- 2007 — «Синие бабочки»
- 2006 — «Зулейха» — настоятельница монастыря
- 2004 — «Неотложка (телесериал)» (ТВ) — Халима
- 1989 — «У подъезда» («Подъезд тобенда») (ТВ) — Рашида Искандерова
- 1984 — «Колыбельная» («Әниләр һәм бәбиләр») (ТВ) — Айзара Ахатовна

## Публикации
- Газета «Вечерняя Казань»: Как оркестр Бутмана посвятил «Балладу» актрисе Камаловского театра. old.evening-kazan.ru. Дата обращения: 23 февраля 2020.
- Газета «Казанские Ведомости»: Казань по «Неотложке». www.kazved.ru. Дата обращения: 23 февраля 2020.
- Газета «Вечерняя Казань»: Про старушку Бибинур узнают в Москве. old.evening-kazan.ru. Дата обращения: 23 февраля 2020.
- Газета «Вечерняя Казань»: Что, в Авиньон опять не едем? www.evening-kazan.ru. Дата обращения: 23 февраля 2020.
- Газета «Вечерняя Казань»: В смехе грусть как в вишне косточка. old.evening-kazan.ru. Дата обращения: 23 февраля 2020.
- Газета «Вечерняя Казань»: Карусель для любимых женщин муллы. www.evening-kazan.ru. Дата обращения: 23 февраля 2020.
- Портал Info Islam: Бибинур снова подарила тепло зрителям. www.info-islam.ru. Дата обращения: 23 февраля 2020.
- Газета «Время и Деньги»: Синии бабочки вновь выпорхнут на экран. www.e-vid.ru. Дата обращения: 23 февраля 2020.
- Газета «Вечерняя Казань»: Вы чувствуете себя сингапурцем? www.evening-kazan.ru. Дата обращения: 23 февраля 2020.
- Газета «Вечерняя Казань»: А нам бы на что скинуться? Архивировано из оригинала 4 марта 2016 года.
- Газета «Новые Известия»: Нет маленьких ролей. В Москве прошли гастроли казанского театра. www.newizv.ru. Дата обращения: 23 февраля 2020.